# Резня в Эйн-ха-Шлоша
7 октября 2023 года на праздник Симхат Тора боевики терористической группировки ХАМАС напали на кибуц Эйн-ха-Шлоша недалеко от южной части сектора Газа в рамках внезапного нападения на Израиль и устроили резню.

## Предыстория
Кибуц был основан в 1950-х годах группой Нахаля сионистской молодежи из Южной Америки, членами молодёжного движения «Ха-ноар ха-циони», на землях бывшего кибуца Неве-Яир (Неве-Яир был основан в 1949 году членами Лехи, но был оставлен в июне 1950). Кибуц был назван в честь трёх членов-основателей, погибших во время арабо-израильской войны 1948 года. В первые годы своего существования кибуц подвергался бомбардировкам египетской армии, а впоследствии регулярно подвергался обстрелам палестинцев во время конфликта между Газой и Израилем в 2008 году. 15 января 2008 года эквадорский доброволец Карлос Чавес был застрелен снайпером ХАМАСа во время работы в кибуце.

## Резня
Утром 7 октября 2023 года ХАМАС предпринял внезапную атаку на Израиль. Под прикрытием обстрела Израиля тысячами ракет 2500 террористов проникли с земли, моря и по воздуху в израильские поселения и на военные объекты. Террористы вступили в перестрелки с небольшим количеством сил безопасности и продвинулись к поселениям, где расстреляли мирных жителей и похитили в сектор Газа по меньшей мере 150 человек, включая женщин, стариков и младенцев.
Боевики ХАМАСа разграбили и сожгли многие гражданские дома в кибуце, а также взяли в заложники и убили четырёх его жителей, когда они пытались защитить общину.
Статистические данные о масштабах резни практически неизвестны, хотя четверо гражданских членов кибуца были убиты боевиками ХАМАСа при защите кибуца. 80-летняя аргентинка после поджога её дома не смогла спастись. Противостояние между нападавшими и службой безопасности жителей длилось шесть часов. Руководитель службы безопасности, которому было за шестьдесят, погиб в перестрелке. Среди погибших в результате нападения была и 63-летняя женщина.
Тридцать выживших были обнаружены в кибуце через три дня после резни, четырнадцать из них были гражданами Таиланда.

## Память
7 ноября 2023 года по всему Израилю был объявлен «День гражданского траура».